# Helan och Halvan
Denna artikel handlar om filmskådespelare. Om dryckesbenämningarna helan resp halvan  se Snaps.

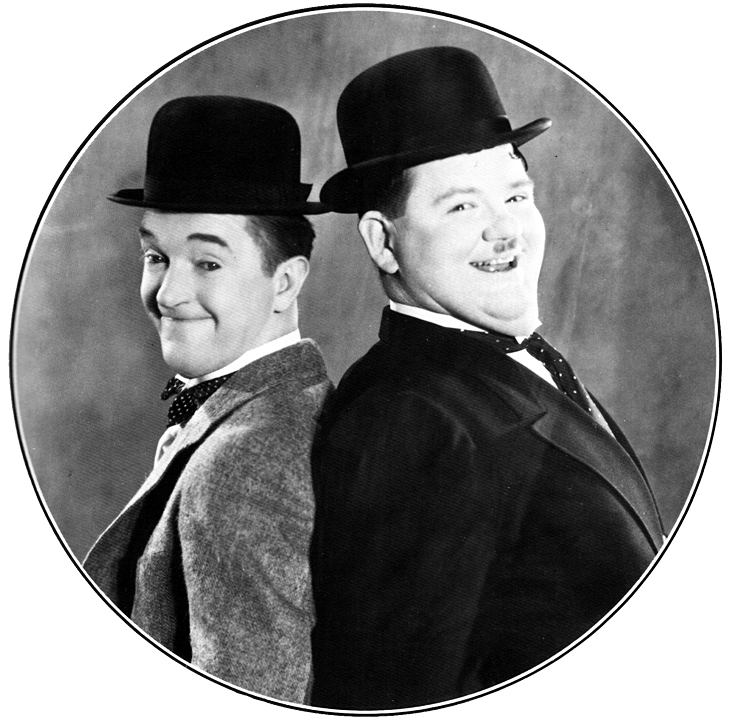
Helan (Oliver Hardy, till höger) och Halvan (Stan Laurel, vänster).

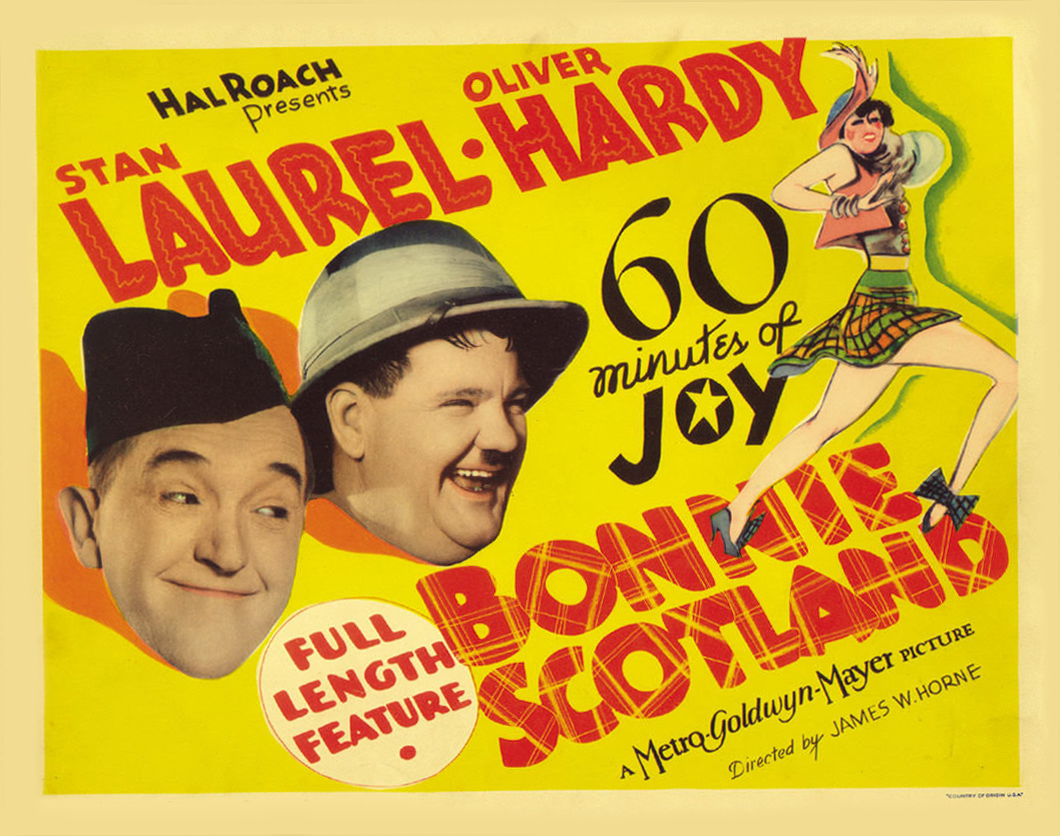
Affisch för Helan och Halvan-filmen I kronans kläder (originaltitel: Bonnie Scotland) 1936.

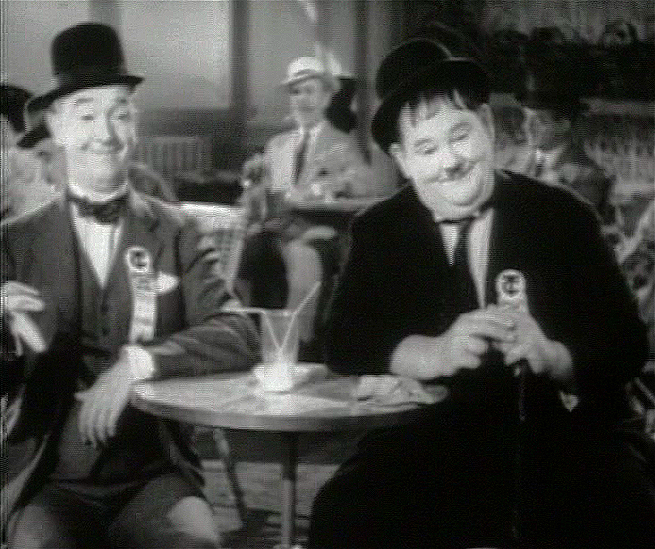
Helan och Halvan i filmen Vi fara till Sahara (The Flying Deuces; 1939).

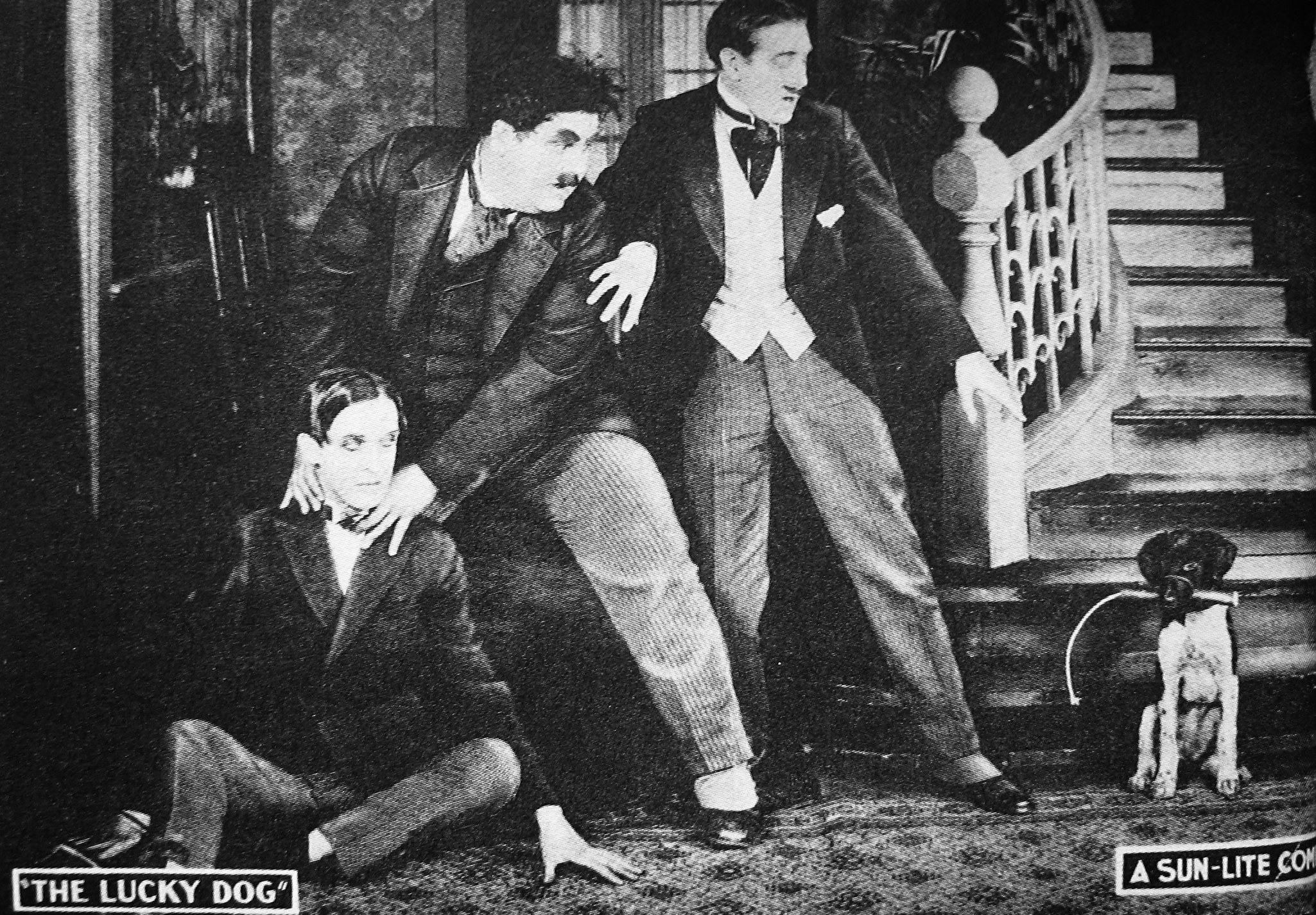
Helans och Halvans första gemensamma framträdande på film ägde rum redan i kortfilmen The Lucky Dog (osäker datering, troligen c:a 1920-21), vilket dock var långt innan de båda utvecklat sina klassiska rollkaraktärer. På bilden ses "Halvan" sittande på golvet med "Helans" händer runt halsen.

Helan och Halvan, svensk benämning på komikerparet Laurel and Hardy, bestående av den smale engelsmannen Stan Laurel ("Halvan") och den amerikanske tungviktaren Oliver Hardy ("Helan"). De gjorde många kortfilmer och filmfarser, däribland Pianoexpressen, som tilldelades en Oscar för bästa kortfilm (1932) och långfilmerna Vi fara till Sahara (1939) och Skandal i Oxford (1940). Sammanlagt producerade Helan och Halvan så mycket som 106 filmer.
Duon anses vara sin tids främsta komikerpar. En viktig orsak till detta var att de undvek komikens traditionellt tvådimensionella karaktärer och istället skapade var sin detaljerad och helgjuten rollfigur, med Laurel som den nervösa och undergivna, och Hardy som den dominerande och självgoda. Typiskt är att filmerna utgår från vanliga situationer som utvecklar sig till katastrofer. En del anser att duons främsta verk är de kortfilmer som gjordes mellan 1929 och 1935. Av långfilmerna hör Följ med oss till Honolulu (1933), Vi reser västerut (1937) och Vi fara till Sahara (1939) till de bäst ihågkomna.

## Historik
Stan Laurel och Oliver Hardy uppträdde första gången tillsammans i kortfilmen The Lucky Dog (1921), den gången dock bara i en liten scen tillsammans, mycket olikt deras senare uppträden ihop. De uppträdde inte tillsammans igen på film förrän 1926. Det var med kortfilmen The Second Hundred Years (1927), med premiär i USA den 19 september 1927, att de för allvar blev etablerade som en duo och uppnådde efter detta snabbt popularitet. Deras första filmer var korta stumfilmer. Deras första ljudfilm, Unaccustomed As We Are, fick premiär våren 1929. 1931 kom deras första långfilm, Pardon Us, fast de fortsatte även att medverka i kortare filmer fram tills 1935, varefter de uteslutande gjorde längre filmer.
Deras filmer blev producerade av Hal Roach Studio till och med långfilmen Saps at Sea (1940). Åren 1941-1945 gjorde de sedan ett antal filmer hos 20th Century Fox samt två hos MGM, fast komikerparet fick under tiden hos Fox och MGM mindre konstnärlig frihet än hos Roach, och deras senare filmer räknas gärna av många fans som mindre lyckade och minnesvärda.
Efter filmen The Bullfighters (1945), producerad av 20th Century Fox, dröjde flera år innan Helan och Halvan åter uppträdde tillsammans på film. Under andra hälften av 1940-talet samt början på 50-talet uppträdde de i stället på scenen tillsammans, under några turneer i Storbritannien. En sista film, Atoll K (även kallad Utopia), fick premiär 1951, inspelad till stor del i Europa. Atoll K fick dock ett mycket dåligt mottagande, och även Stan Laurel och Oliver Hardy ska ha varit mycket missnöjda med den.
Planer om en TV-serie med Helan och Halvan ska ha funnits under 1950-talet, men blev inte något av. Efter Oliver Hardys bortgång 1957 uttalade Stan Laurel att han själv aldrig mer tänkte uppträda, vilket han höll fast vid tills sin egen bortgång 1965. Dock sändes Helan och Halvans äldre filmer regelbundet på TV i många länder under åren, vilket bidrog till komikerduons fortsatte popularitet.

## I populärkultur
Helan och Halvan har funnits som serietidning. Serietidningen utgavs i USA, Storbritannien, Tyskland och Sverige. Den svenska versionen av tidningen utgavs av olika förlag mellan åren 1963 och 1987. Helan och Halvan har även gett upphov till en serie tecknade filmer producerade av Hanna-Barbera under 1960-talet. 2018 hade filmen Helan & Halvan premiär med John C. Reilly som Oliver Hardy och Steve Coogan som Stan Laurel.
Den svenska benämningen "Helan och Halvan" på komikerduon myntades genom en läsartävling i tidskriften Filmbladet år 1929. Innan dess hade paret i Sverige gått under benämningen Stor-Slam och Lill-Slam. Duon har även givits "lokala" benämningar i många andra länder och kallas exempelvis för Gøg og Gokke i Danmark, Dick und Doof i Tyskland och De dikke en de dunne i Nederländerna. I originalversionerna använde duon däremot sina egna namn även som rollfigurer.
Helan och Halvan-filmerna har även gett upphov till repliken "D'oh!", som flitigt används i den animerade TV-serien The Simpsons. Repliken yttras i Helan och Halvan-sammanhang ofta av duons återkommande motspelare och antagonist James Finlayson, bland annat i filmen Vi reser västerut, som både The Simpsons skapare Matt Groening och skådespelaren Dan Castellaneta gillar.

## Besök i Sverige
Helan och Halvan besökte Sverige under sin långa Europaturné, som ägde rum år 1947 - och förutom Sverige besökte de bland annat Belgien och Danmark. Först uppträdde komikerparet i Stockholm för att därefter anlända med middagståget till Göteborg torsdagen 16 oktober. På perrongen stod hundratalet skolungdomar förgäves med sina autografböcker. Sven Jerring intervjuade bägge för radioprogrammet Barnens brevlådas räkning.
Helan och Halvan uppträdde fyra gånger (19.00 och 21.15 den 16 och 17 oktober) i den gamla cirkusbyggnaden i Lorensbergsparken inför halvfulla hus. Under fredagen var det rent av ännu mindre publik. I Stockholm hade det bara varit ett par dussin åskådare. Oliver Hardy höll ett kort tal till publiken och därefter kom en sketch med Helan och Halvan om hur man förnyar ett körkort. Orsaken till det svaga intresset trots deras relativt stora popularitet var att publiken hade svårigheter med engelskan. Gaget för göteborgsbesöket var 12 000 kronor. Komikerna Åke Söderblom och Egon Larsson tillsammans med Arne Hülphers tiomanna-orkester medverkade också i föreställningarna i Göteborg.